# Batem

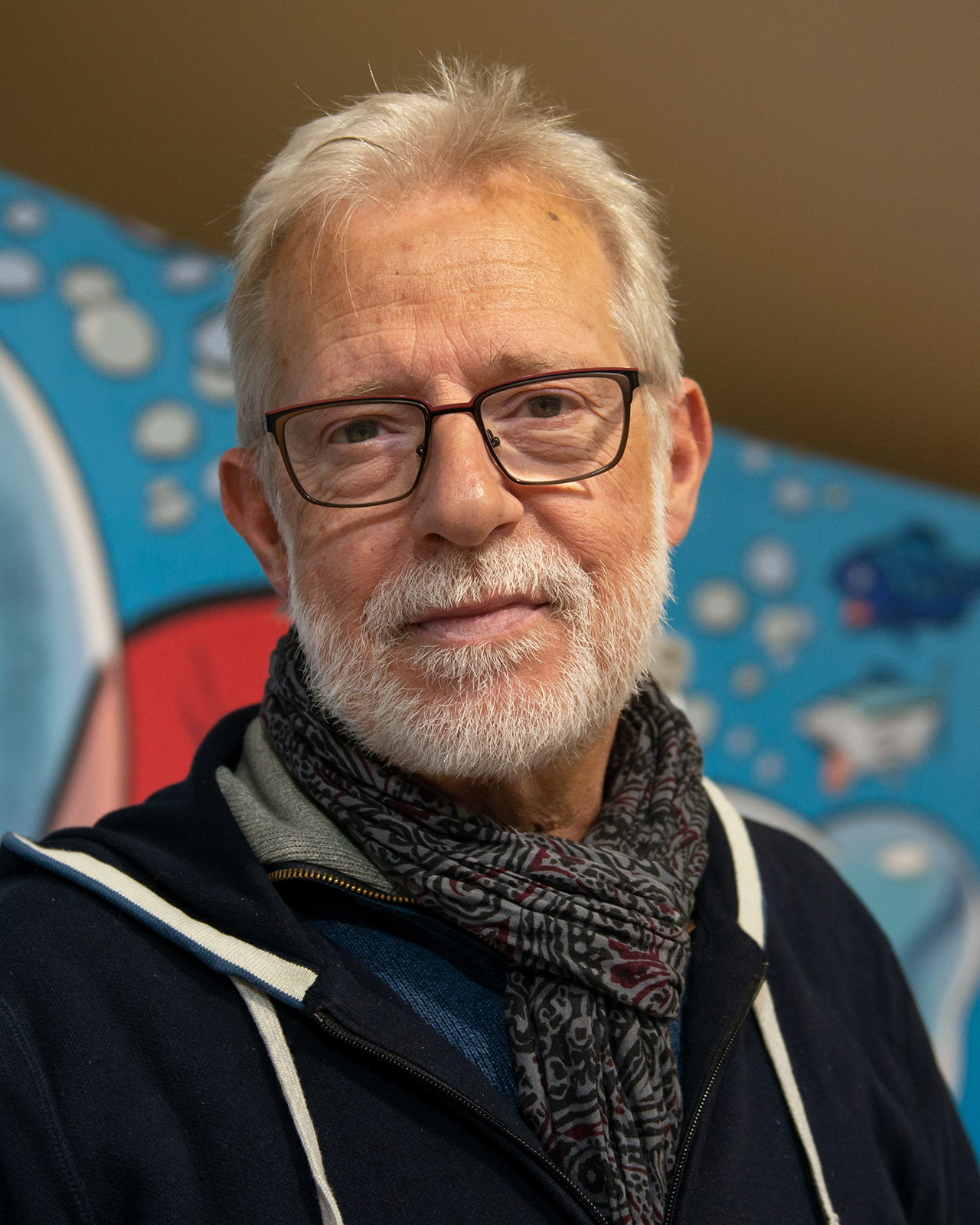
Batem (2023)

Batem, mit bürgerlichem Namen Luc Collin (* 6. April 1960 in Kamina, Kongo), ist ein belgischer Comiczeichner und Comicautor. Er wurde vor allem durch das Weiterführen der Geschichten über das Marsupilami bekannt.

## Leben
Batem wurde am 6. April 1960 in Kamina geboren, das zu dieser Zeit noch zum Belgischen Kongo gehörte. Nachdem er einige Kurse bei Vittorio Léonardo auf der Akademie der schönen Künste von Châtelet abgeschlossen hatte, ging er nach Lüttich, wo eine Ausbildung zum Comiczeichner im Institut Saint-Luc folgte.
Danach bat Batem um eine Stelle als Zeichner beim Verlag Dupuis. Sein Antrag wurde aber wenig später abgelehnt. Er wurde dann vom Verlag Dupuis der SEPP (französisch für Société d’édition, de presse et de publicité), einem Studio, das sich auf Merchandising spezialisiert, vorgeschlagen.
Dort arbeitete er vor allem an den Snorkels und dem Marsupilami. Jean-François Moyersoen entdeckte sein Können für das Marsupilami. Kurz darauf erzählte Moyersoen André Franquin davon. Am 8. Januar 1987 gab es ein Treffen zwischen Batem, Franquin, Moyersoen und Greg (Michel Régnier). Nicht mal vier Monate später erschien das Marsupilami-Album mit Zeichnungen von Batem.
Nach dem Tod Franquins zeichnete Batem die Serie weiter, wodurch er sehr bekannt wurde.  

## Werke
- Seit 1987: Die Abenteuer des Marsupilamis, 27 Bände mit diversen anderen Zeichner und Autoren
- 2003: Sam Speed, 1 Band (Szenario), mit Stéphane Colman